# Емили де Равин
Емили де Равин (енгл. Emilie de Ravin; 27. децембар 1981) аустралијска је глумица најпознатија по улогама у Еј-Би-Си-јевим серијама Изгубљени и Једном давно и филмовима Брда имају очи и Сети ме се.